# イットリウムブリソ石
イットリウムブリソ石（イットリウムブリソせき、 Britholite-(Y); 阿武隈石）は、1938年に発表された日本産新鉱物で、理化学研究所で飯盛里安の指導を受けていた化学者の畑晋（はた しん）により、福島県の阿武隈山地で発見された。 化学組成はCa2(Y,Ca)3(SiO4,PO4)3(OH,F)で、六方晶系。当初、産出地の地名にちなんで阿武隈石と命名されたが、燐灰石スーパーグループのブリソ石グループに属することがわかり、上記の学名となった。